# Lista de emissoras de televisão de Minas Gerais
Esta é uma lista de emissoras de televisão do estado brasileiro de Minas Gerais. São 93 emissoras concessionadas pela ANATEL. Pela lei, uma Retransmissora de Televisão (RTV) fora da Amazônia Legal pode gerar programação local limitada e não pode vender espaços comerciais, e uma emissora do Serviço Especial de Televisão por Assinatura (TVA) só pode exibir programação temporariamente durante o dia (porém não obedecido, visto que a maioria delas transmite 24h). As emissoras podem ser classificadas pelo nome, canal analógico, canal digital, cidade de concessão, sede, razão social, afiliação e prefixo.

## Canais abertos
| Nome                          | CA | CD                  | Concessão            | Sede                 | Razão social                                                                            | Afiliação                               | Prefixo |
| ----------------------------- | -- | ------------------- | -------------------- | -------------------- | --------------------------------------------------------------------------------------- | --------------------------------------- | ------- |
| Band Minas                    | —  | 7 (20)              | Belo Horizonte       | Belo Horizonte       | Rádio e Televisão Bandeirantes de Minas Gerais Ltda.                                    | Rede Bandeirantes                       | ZYA 720 |
| Band Triângulo                | —  | 7 (17)              | Uberaba              | Uberaba              | Regional Centro Sul de Comunicações S/A                                                 | Rede Bandeirantes                       | ZYA 726 |
| DTTV                          | —  | 51                  | Nepomuceno           | Nepomuceno           | Fundação Cultural e Educacional de Nepomuceno                                           | Rede Minas                              | RTV     |
| EPTV Sul de Minas             | 5  | 42                  | Varginha             | Varginha             | Televisão Sul de Minas S/A                                                              | TV Globo                                | ZYA 732 |
| ETV Centro Minas              | —  | 22                  | Sete Lagoas          | Sete Lagoas          | Fundação Educacional Comendador Avelar Pereira de Alencar                               | TV Brasil                               | ZYQ 815 |
| InterTV dos Vales             | 10 | 22                  | Coronel Fabriciano   | Governador Valadares | TV Vale do Aço Ltda.                                                                    | TV Globo                                | ZYA 747 |
| InterTV Grande Minas          | 4  | 20                  | Montes Claros        | Montes Claros        | Intervisão Emissoras de Rádio e Televisão Ltda.                                         | TV Globo                                | ZYA 728 |
| ISTV Juiz de Fora             | —  | 12 (28)             | Juiz de Fora         | Juiz de Fora         | Fundação Educativa Pio XII de Radiodifusão                                              | ISTV                                    | ZYA 753 |
| NTV                           | 8  | 36                  | Patos de Minas       | Patos de Minas       | Fundação Educativa e Cultural Alto Paranaíba                                            | Rede Minas                              | ZYA 758 |
| RBI TV                        | —  | 13 (24)             | Belo Horizonte       | Belo Horizonte       | Sistema Universal de Radiodifusão Ltda.                                                 | RBI TV                                  | TVA     |
| Record Minas                  | —  | 2 (28)              | Belo Horizonte       | Belo Horizonte       | Televisão Sociedade Limitada                                                            | Record                                  | ZYA 736 |
| Rede América                  | —  | 3 (40)              | Pouso Alegre         | Pouso Alegre         | Fund. Educat., Cult. e Assistencial Ismênia Vitta Reis                                  | Independente                            | ZYQ 820 |
| Rede Mais                     | 11 | 34                  | Varginha             | Varginha             | Rádio Bel Ltda.                                                                         | Record                                  | ZYA 777 |
| Rede Minas                    | —  | 9 (17)              | Belo Horizonte       | Belo Horizonte       | Fundação TV Minas Cultural e Educativa                                                  | TV Brasil TV Cultura                    | ZYA 729 |
| Rede Super                    | —  | 23 (12)             | Ipanema              | Belo Horizonte       | Fundação Cultural e Educacional de Ipanema                                              | Rede Super                              | ZYQ 819 |
| RedeTV! Belo Horizonte        | —  | 4 (25)              | Belo Horizonte       | Belo Horizonte       | TV Ômega Ltda.                                                                          | RedeTV! .2 Universo EADTV               | ZYA 721 |
| SGTV                          | —  | 4 (26)              | São Gotardo          | São Gotardo          | Centro Cultural de São Gotardo                                                          | Rede Minas                              | RTV     |
| TV Alfenas                    | —  | 33                  | Alfenas              | Alfenas              | Fundação de Ensino e Tecnologia de Alfenas                                              | Rede Minas                              | ZYA 731 |
| TV ALMG                       | —  | 35                  | Belo Horizonte       | Belo Horizonte       | Assembleia Legislativa do Estado de Minas Gerais                                        | Independente                            | ZYA 779 |
| TV Alternativa                | 6  | 14*                 | São Lourenço         | São Lourenço         | Fundação Educativa e Cultural Alternativa de Radiodifusão                               | TV Cultura Rede Minas                   | —       |
| TV Alterosa Belo Horizonte    | —  | 5 (36)              | Belo Horizonte       | Belo Horizonte       | Sociedade Rádio e Televisão Alterosa Ltda.                                              | SBT                                     | ZYP 266 |
| TV Alterosa Centro-Oeste      | —  | 10 (34)             | Divinópolis          | Divinópolis          | TV Minas Centro-Oeste Ltda.                                                             | SBT                                     | ZYP 291 |
| TV Alterosa Leste             | 27 | 38                  | Manhuaçu             | Governador Valadares | TV Studios de Teófilo Otoni Ltda.                                                       | SBT .2 TV Educação                      | ZYA 771 |
| TV Alterosa Sul de Minas      | 4  | 23                  | Varginha             | Varginha             | TV Minas Sul Ltda.                                                                      | SBT                                     | ZYA 739 |
| TV Alterosa Zona da Mata      | —  | 10 (32)             | Juiz de Fora         | Juiz de Fora         | TV Tiradentes Ltda.                                                                     | SBT .2 TV Educação                      | ZYP 283 |
| TV Andradas                   | —  | 36                  | Andradas             | Andradas             | Fundação Educativa Andradense                                                           | TV Brasil                               | RTV     |
| TV Câmara                     | —  | 11 (45)             | Belo Horizonte       | Belo Horizonte       | Câmara dos Deputados                                                                    | .1 TV Câmara .2 TV ALMG .3 TV Senado    | ZYP 292 |
| TV Campos de Minas            | 11 | 38*                 | São João del-Rei     | São João del-Rei     | Fundação Cultural Campos de Minas                                                       | Rede Minas                              | ZYA 761 |
| TV Canção Nova Belo Horizonte | —  | 45 (42)             | Belo Horizonte       | Belo Horizonte       | Fundação Vila Rica de Rádio e Televisão Educativa                                       | TV Canção Nova                          | ZYA 743 |
| TV Candidés                   | —  | 13 (46)             | Divinópolis          | Divinópolis          | Fundação Jaime Martins                                                                  | TV Cultura                              | ZYA 770 |
| TV Caraça                     | —  | 35                  | Santa Bárbara        | Santa Bárbara        | Associação Educativa e Cultural Santa Bárbara                                           | Rede Minas                              | —       |
| TV Centro                     | 11 | 28*                 | Curvelo              | Curvelo              | Fundação Nelson Rocha                                                                   | Rede Minas                              | —       |
| TV Centro Minas               | —  | 59 (23)             | Pedro Leopoldo       | Pedro Leopoldo       | Sistema Centro Minas de Comunicação S/C Ltda.                                           | RIT                                     | RTV     |
| TV Cidade                     | —  | 45                  | Itaúna               | Itaúna               | Fundação Educativa e Cultural São Judas Tadeu                                           | Rede Minas                              | ZYP 293 |
| TV Cidade                     | 42 | —                   | Iturama              | Iturama              | Sociedade Dom Bosco de Comunicação Iturama                                              | Rede Minas                              | RTV     |
| TV Atual                      | —  | 4 (40)              | Ipatinga             | Ipatinga             | Fundação Educativa e Cultural Vale do Aço                                               | Record News                             | ZYA 750 |
| TV Educar                     | —  | 11 (16)             | Ponte Nova           | Ponte Nova           | Fundação Dom Bosco de Comunicação de Ponte Nova                                         | TV Horizonte (TV Cultura)               | ZYA 772 |
| TV Extremo Sul                | 7  | 22*                 | Cambuí               | Cambuí               | Associação Televisão Educativa do Extremo Sul de Minas                                  | Rede Minas                              | RTV     |
| TV Gazeta Norte Mineira       | 2  | 41                  | Montes Claros        | Montes Claros        | Associação Cultural Alcobaça                                                            | Rede Super                              | RTV     |
| TV Gerais                     | —  | 18 (50)             | Paraopeba            | Paraopeba            | Sociedade Dom Bosco de Comunicação Paraopeba                                            | TV Evangelizar                          | RTV     |
| TV Globo Minas                | —  | 12 (33)             | Belo Horizonte       | Belo Horizonte       | Globo Comunicação e Participação S/A                                                    | TV Globo                                | ZYA 722 |
| TV Horizonte                  | —  | 30                  | Sabará               | Belo Horizonte       | Fundação Mariana Resende Costa                                                          | TV Cultura                              | ZYA 782 |
| TV Horizonte                  | —  | 19                  | Belo Horizonte       | Belo Horizonte       | Trianon Sistema de Comunicação Ltda.                                                    | TV Cultura                              | TVA     |
| TV Imigrantes                 | 12 | 42*                 | Teófilo Otoni        | Teófilo Otoni        | Fundação Educativa e Cultural João Soares Leal Sobrinho                                 | TV Cultura Rede Minas                   | ZYA 763 |
| TV Inconfidentes              | 35 | —                   | Tiradentes           | Tiradentes           | ACI-Associação Cultural Inconfidentes                                                   | TV Cultura                              | RTV     |
| TV IndSOL                     | 8  | 29                  | Passos               | Passos               | Fundação Educativa e Cultural Vivaldo Nascimento Piotto                                 | Rede Minas                              | —       |
| TV Integração Araxá           | 12 | 30                  | Araxá                | Divinópolis          | TV União de Minas Ltda.                                                                 | TV Globo .2 Araxá Educa                 | ZYA 738 |
| TV Integração Ituiutaba       | 7  | 30                  | Ituiutaba            | Ituiutaba            | Rádio Televisão de Uberlândia Ltda.                                                     | TV Globo                                | ZYA 737 |
| TV Integração Juiz de Fora    | —  | 5 (30)              | Juiz de Fora         | Juiz de Fora         | TV Juiz de Fora S/A                                                                     | TV Globo                                | ZYA 725 |
| TV Integração Uberaba         | —  | 3 (39)              | Uberaba              | Uberaba              | SICOM - Sistema de Comunicações de Minas Gerais Ltda.                                   | TV Globo                                | ZYP 296 |
| TV Integração Uberlândia      | —  | 8 (30)              | Uberlândia           | Uberlândia           | Rádio Televisão de Uberlândia Ltda.                                                     | TV Globo                                | ZYA 724 |
| TV Ipanema                    | 7  | 30                  | Ipanema              | Ipanema              | Fundação Educacional e Cultural de Ipanema                                              | Rede Minas                              | ZYA 783 |
| TV Kéfas                      | —  | 7 (50)              | Governador Valadares | Governador Valadares | Fundação Dom José Heleno                                                                | Rede Século 21                          | ZYA 780 |
| TV Lafaiete                   | 38 | 9 (14)              | Conselheiro Lafaiete | Conselheiro Lafaiete | Fundação Rádio e TV Lafaiete Educativa e Cultural                                       | Rede Minas                              | ZYA 746 |
| TV Leste                      | —  | 3 (31)              | Governador Valadares | Governador Valadares | TV Leste Ltda.                                                                          | Record                                  | ZYA 730 |
| TV Noroeste                   | 15 | 14                  | João Pinheiro        | João Pinheiro        | Fundação Educativa e Cultural do Noroeste Mineiro                                       | Rede Minas                              | ZYA 778 |
| TV Norte                      | 7  | 34                  | Januária             | Januária             | Fundação Cultural de Januária                                                           | Rede Minas                              | ZYA 752 |
| TV Nova                       | 33 | —                   | Monte Carmelo        | Monte Carmelo        | Associação TV Comunitária e Educativa de Monte Carmelo                                  | Rede Minas                              | RTV     |
| TV Objetiva                   | 17 | 51                  | Paraguaçu            | Paraguaçu            | Fundação de Educação e Cultura JCB Ferreira                                             | Rede Minas TV Cultura                   | RTV     |
| TV Oeste                      | 42 | 43                  | Formiga              | Formiga              | Fundação Educ. e Cultural de Integ. do Oeste de Minas                                   | Rede Minas                              | ZYA 748 |
| TV Onda Sul                   | 9  | —                   | Carmo do Rio Claro   | Carmo do Rio Claro   | Rádio Onda Sul FM Stereo Ltda.                                                          | Rede Minas                              | RTV     |
| TV Ouro Verde                 | 11 | 36*                 | Patrocínio           | Patrocínio           | Fundação Jorge Elias                                                                    | Rede Minas                              | —       |
| TV Paranaíba                  | —  | 10 (28)             | Uberlândia           | Uberlândia           | Rede Mineira de Rádio e Televisão Ltda.                                                 | Record                                  | ZYA 727 |
| TV Plan                       | 47 | 51                  | Poços de Caldas      | Poços de Caldas      | Fundação Educativa e Cultural Planalto de Poços de Caldas                               | TV Brasil                               | ZYA 773 |
| TV Poços                      | 22 | 21                  | Poços de Caldas      | Poços de Caldas      | Fundação Televisão Educativa de Poços de Caldas                                         | TV Cultura .2 Univesp TV .3 TV Educação | ZYA 775 |
| TV Princesa                   | 7  | —                   | Varginha             | Varginha             | Fundação Cultural do Município de Varginha                                              | Rede Minas                              | RTV     |
| TV Rio Doce                   | —  | 6 (33)              | Governador Valadares | Governador Valadares | Fundação TV Educativa Rio Doce                                                          | TV Cultura                              | ZYP 393 |
| TV Rio Pardo                  | 2  | —                   | Rio Pardo de Minas   | Rio Pardo de Minas   | Sociedade Dom Bosco de Comunicação de Rio Pardo de Minas                                | Rede Minas                              | RTV     |
| TV Rio Preto                  | 13 | 26                  | Unaí                 | Unaí                 | Fundação Educativa e Cultural Rio Preto                                                 | Rede Minas                              | ZYA 767 |
| TV Rio Verde                  | 13 | 14                  | Três Corações        | Três Corações        | Fundação Educativa e Cultural Rio Verde                                                 | TV Mundo Maior                          | ZYA 781 |
| TV Serra Geral                | 13 | 26                  | Janaúba              | Janaúba              | Fundação Educativa e Cultural Edilson Brandão Guimarães                                 | TV Gazeta Norte Mineira Rede Minas      | ZYA 751 |
| TV Sintonia                   | 3  | 36                  | Araxá                | Araxá                | Fundação Educativa Sintonia Cultural                                                    | Rede Minas                              | ZYA 742 |
| TV SISTEC                     | 8  | 29*                 | Caratinga            | Caratinga            | Fundação Educacional Erich Gade                                                         | Rede Minas                              | ZYA 745 |
| TV Sul                        | 4  | 46*                 | Guaxupé              | Guaxupé              | Associação Rádio e TV Educativa de Guaxupé                                              | Rede Minas                              | RTV     |
| TV Três Fronteiras            | 7  | 16                  | Nanuque              | Nanuque              | Fundação Três Fronteiras                                                                | Rede Minas                              | ZYA 756 |
| TV Três Marias                | —  | 7 (17)              | Três Marias          | Três Marias          | Fundação LMFC Educativa e Cultural                                                      | Rede Minas TV Sagres                    | ZYA 776 |
| TV Senado                     | —  | 21                  | Belo Horizonte       | Belo Horizonte       | Sociedade Rádio Alvorada Ltda.                                                          | Independente                            | TVA     |
| TV UFOP                       | 31 | 51*                 | Ouro Preto           | Ouro Preto           | Fundação Educativa de Rádio e Televisão Ouro Preto                                      | Canal Futura                            | ZYA 774 |
| TV UM                         | 6  | 18*                 | Ubá                  | Ubá                  | Fundação Ubaense de Educação e Cultura                                                  | Rede Minas                              | ZYA 764 |
| TV Uni                        | 34 | 19                  | Coronel Fabriciano   | Coronel Fabriciano   | Fundação Dom Bosco de Comunicação de Coronel Fabriciano                                 | TV Evangelizar                          | RTV     |
| TV Universitária              | —  | 5 (36)              | Uberaba              | Uberaba              | Fundação Rádio Educativa Uberaba                                                        | ISTV                                    | ZYP 327 |
| TV Universitária              | —  | 4 (36)              | Uberlândia           | Uberlândia           | Fundação Rádio e Televisão Educativa de Uberlândia                                      | TV Cultura                              | ZYA 766 |
| TV Vale                       | 7  | 34                  | Diamantina           | Diamantina           | Fundação Tijuco Para o Desenvolvimento da Cultura, Educação, Esporte e Ação Comunitária | Rede Minas                              | —       |
| TV Vale Minas                 | 14 | —                   | Passa Quatro         | Passa Quatro         | Sistema de Comunicação Vale S/C Ltda.                                                   | RBTV                                    | RTV     |
| TV Viçosa                     | 13 | 20                  | Viçosa               | Viçosa               | Fundação Rádio e Televisão Educativa e Cultural de Viçosa - FRATEVI                     | Rede Minas                              | ZYA 768 |
| TV WSN                        | —  | 32                  | Belo Horizonte       | Belo Horizonte       | Rádio Itatiaia Ltda.                                                                    | Independente                            | TVA     |
| TV Vitoriosa                  | 3  | 32                  | Ituiutaba            | Ituiutaba            | Rede Vitoriosa de Comunicações Ltda.                                                    | SBT                                     | ZYA 733 |
| TVI                           | 46 | 51 (em implantação) | Pará de Minas        | Pará de Minas        | Fundação Educat. e Cult. José Alves Ferreira de Oliveira                                | Rede Minas TV Evangelizar               | —       |
| TVC Paracatu                  | 3  | 18                  | Paracatu             | Paracatu             | Fundação Comunitária e Educativa de Paracatu                                            | TV Cultura                              | ZYA 757 |
| Universo TV                   | —  | 51                  | Vespasiano           | Vespasiano           | Fundação de Cultura e Radiodifusão de Vespasiano                                        | Independente                            | ZYP 327 |

* - Em implantação

### Extintos
| Nome                       | Canal | Cidade de concessão      | Período de existência |
| -------------------------- | ----- | ------------------------ | --------------------- |
| TV Belo Horizonte          | 12    | Belo Horizonte           | 1963-1968             |
| TV Industrial              | 10    | Juiz de Fora             | 1964-1980             |
| TV Itacolomi               | 4     | Belo Horizonte           | 1955-1980             |
| TV Manchete Belo Horizonte | 4     | Belo Horizonte           | 1983-1999             |
| TV Grande BH               | 40    | Contagem                 | ????-2002             |
| TV Canal Livre             | 14    | Santa Luzia              | 2003-2012             |
| MTV Minas                  | 16    | Belo Horizonte           | 1995-2013             |
| TV Betim                   | 53    | Betim                    | 2003-2016             |
| TV Catuaí                  | 11    | Manhuaçu                 | ????-2018             |
| TV Atividade               | 7     | Muriaé                   | 2000-2019             |
| TV Top Cultura             | 15    | Ouro Preto               | 1995-2022             |
| TV Diversa                 | 40    | Barroso                  | 2016-2024             |
| TV Paraíso                 | 10    | São Sebastião do Paraíso | 1989-????             |
| TV Unaí                    | 4     | Unaí                     | 1993-199?             |
| TV Uberaba                 | 5     | Uberaba                  | 1972-1987             |

## Canais fechados
- BH News TV
- TV Caravelas
- TV Itatiaia
- M1 Station
- PUC TV
- TV Uni-BH
- TV Visão